# Bolnica Gazi Husrev-begovog vakufa
Bolnica Gazi Husrev-begovog vakufa, poznata i kao Vakufska bolnica i Hastahana, je bolnica u Sarajevu izgrađena u ulici Halilbašića sredstvima Gazi Husrev-begovog vakufa. Za otkup zemljišta vakuf je izdvojio 8.000 groša, a za samu gradnju 30.000 groša. Bolnicu je svečano otvorio valija Bosne, Topal Šerif Osman-paša 8. oktobra 1866. To je ujedno bila i prva bolnička ustanova u Bosni i Hercegovini. U zgradi su se nalazila 40 ležaja, dva odeljenja (muško i žensko) te sobe za osoblje, lekare, apoteku i sanitarni čvor.
Bolesnici su primani bez obzira na versku ili nacionalnu pripadnost, a lečenje je bilo potpuno besplatno, sve do 1879. godine kada se uvode prve naknade za lečenje, ali samo za one koji mogu platiti.
U Vakufskoj bolnici obavljena je prva operacija na mozgu u BiH, u to doba modernom neurohirurškom tehnikom, 1891. godine. Operaciju je izveo dr. Karl Bajer, koji je došao u Sarajevo 1878. godine.
U periodu od 1885. do 1894. godine u njoj je lečeno 8.908 bolesnika, od kojih je izlečeno 7.789 lica, otpušteno kao neizlečeno 630 lica, dok je 509 lica umrlo. Otvaranjem Opšte zemaljske bolnice na Koševu 1. jula 1894. godine, Vakufska bolnica je pretvorena u Zavod za duševne bolesnike. Nakon Drugog svetskog rata zgrada postaje Škola učenika u privredi.

## Spoljašnje veze
- Vakufska bolnica - Hastahana
- Sarajevo (1878-1918)
- www.healthbosnia.com